# Espe (Band)
Espe war eine 1976 von Gabi Bollinger-Erb (heutiger Name: Gabi Heleen Bollinger), Hans Bollinger, Walter Krennich und Wolfgang Rath gegründete Folkmusikgruppe. Anstelle von Rath kam ab dem Album MASELTOW Thomas Doll dazu.
Espe produzierte traditionelle und neue Lieder in deutscher und jiddischer Sprache. Neue Texte wurden u. a. von dem Schriftsteller Ludwig Harig für die Gruppe geschrieben.
Die Gruppe arbeitete wiederholt mit dem Liedermacherduo Hein & Oss zusammen.

## Schallplatten
- 1977 Wo soll ich mich hinkehren? – Deutsche Lieder (Hansa 28 923 IT)
- 1977 Jiddisch (Hansa 28 924 IT)
- 1978 Jiddische Lieder II: Sog nischt kejnmol as du gejst dem leztn weg (ESPE Musik ES 5020)
- 1980 Wenn alle Brünnlein fließen (gemeinsam mit Hein & Oss) (Stockfisch P 801)
- 1981 Jiddische Lieder III: Maseltow (Espe Musik ES 5030)
- 1984 Komm zu Dir, komm zu allen! – Espe singt Ludwig Harig, Rokoko- und Simpliciuslieder (ESPE Musik ES 5080)
- 1984 Der Mensch zum Menschen werden muss (Espe-Musik ES 5060)
- 1985 Espe Live (Espe-Musik ES 5090)
- 1986 Pflanzet den Freiheitsbaum – Lieder aus dem Vormärz (gemeinsam mit Hein & Oss) (SPK Saar-Pfalz-Kreis 1832 / Pläne 55 832)
- 1988 Jankele – Eine jiddische Revue (Espe-Musik ES 5095)